# Blepharosis dianthoecina
Blepharosis dianthoecina är en fjärilsart som beskrevs av Otto Staudinger 1895. Blepharosis dianthoecina ingår i släktet Blepharosis och familjen nattflyn. Inga underarter finns listade i Catalogue of Life.